# 704년

## 연호
- 무주(武周) 장안(長安) 4년
- 일본(日本) 다이호(大宝) 4년 / 게이운(慶雲) 원년
- 발해(渤海) 천통(天統) 7년

## 기년
- 무주(武周) 측천황제(則天皇帝) 15년
- 신라(新羅) 성덕왕(聖德王) 3년
- 발해(渤海) 고왕(高王) 7년

## 사건
- 동로마 제국, 이슬람의 킬리키아침공을 성공적으로 막아내다.